# Фуюань
Фуюань (кит. спр. 抚远市, піньїнь: Fŭyuăn Shì) — місто-повіт в східнокитайській провінції Хейлунцзян, складова міста Цзямуси.

## Географія
Фуюань розташовується на сході префектури, лежить у межиріччі Уссурі і Амура.

### Клімат
Місто знаходиться у зоні, котра характеризується вологим континентальним кліматом з теплим літом. Найтепліший місяць — липень із середньою температурою 21.6 °C (70.9 °F). Найхолодніший місяць — січень, із середньою температурою -21.9 °С (-7.4 °F).
| Клімат Фуюаня           | Клімат Фуюаня | Клімат Фуюаня | Клімат Фуюаня | Клімат Фуюаня | Клімат Фуюаня | Клімат Фуюаня | Клімат Фуюаня | Клімат Фуюаня | Клімат Фуюаня | Клімат Фуюаня | Клімат Фуюаня | Клімат Фуюаня | Клімат Фуюаня |
| Показник                | Січ.          | Лют.          | Бер.          | Квіт.         | Трав.         | Черв.         | Лип.          | Серп.         | Вер.          | Жовт.         | Лист.         | Груд.         | Рік           |
| Середня температура, °C | −21,9         | −17,8         | −7,2          | 4,6           | 12,3          | 18,3          | 21,6          | 19,7          | 13,4          | 4,4           | −8,5          | −19           | 1,7           |
| Норма опадів, мм        | 10.5          | 8.5           | 18.6          | 43.2          | 60.6          | 99.3          | 142.8         | 151           | 101.3         | 45.8          | 23.8          | 17.6          | 723           |
| Днів з опадами          | 8,2           | 6,2           | 7,8           | 9,9           | 12,8          | 13            | 13,8          | 14,5          | 13,1          | 9,8           | 8,6           | 9,1           | 126,8         |
| Вологість повітря, %    | 73.5          | 72.6          | 68.6          | 58.7          | 58.7          | 70            | 76.2          | 78.5          | 73.8          | 64.3          | 72.4          | 78.6          | 70.5          |
| ----------------------- | ------------- | ------------- | ------------- | ------------- | ------------- | ------------- | ------------- | ------------- | ------------- | ------------- | ------------- | ------------- | ------------- |
| Джерело: Weatherbase    |               |               |               |               |               |               |               |               |               |               |               |               |               |